# Appendicula brevimentum
Appendicula brevimentum är en orkidéart som beskrevs av Johannes Jacobus Smith. Appendicula brevimentum ingår i släktet Appendicula och familjen orkidéer. Inga underarter finns listade i Catalogue of Life.